# Gott ist gegenwärtig

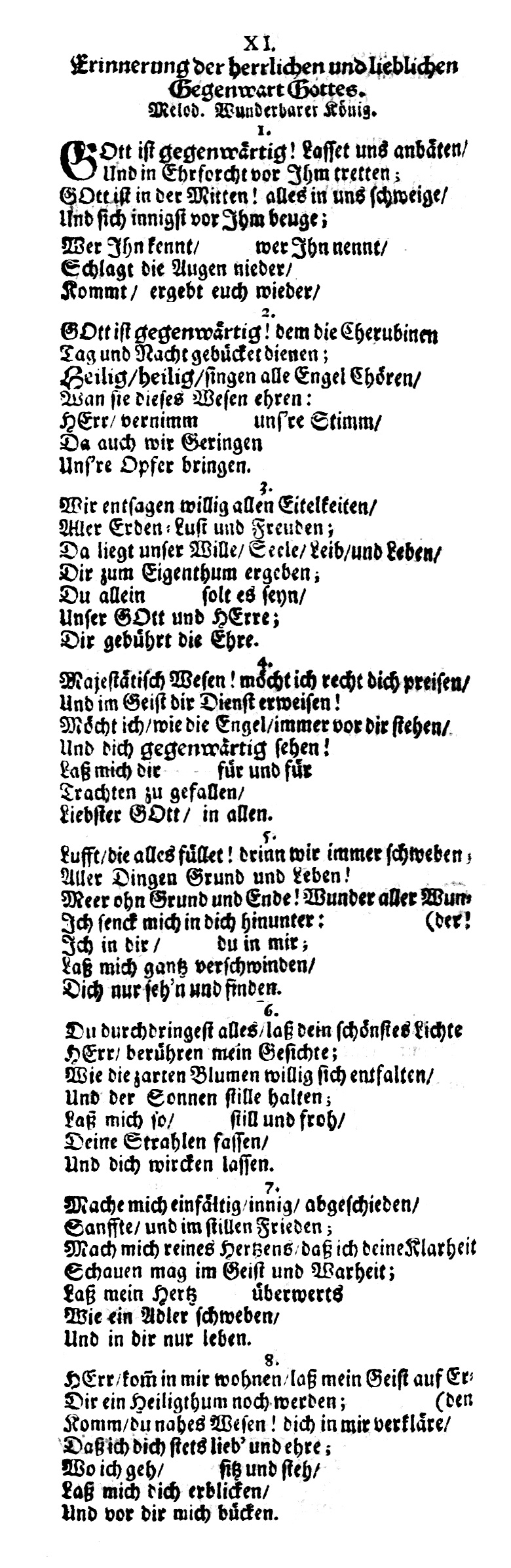
Gott ist gegenwärtig, Fassung des Erstdrucks 1729

Gott ist gegenwärtig ist ein aus der reformierten Tradition stammendes geistliches Lied von Gerhard Tersteegen. Er veröffentlichte es zuerst 1729 in seinem Geistlichen Blumengärtlein inniger Seelen. Die dort angegebene Melodie Wunderbarer König schrieb Joachim Neander 1680. Das Lied ist mit allen acht Strophen im Evangelischen Gesangbuch (Nr. 165) und gleichlautend im Gotteslob (Nr. 387) sowie mit sieben Strophen im Mennonitischen Gesangbuch (Nr. 1) enthalten.

## Form
Die Strophenform ist von Neanders Wunderbarer König übernommen. Sie umfasst acht trochäische Zeilen von unterschiedlicher Länge:
x–x–x–x–x–x– (A)

x–x–x–x– (A)

x–x–x–x–x–x– (B)

x–x–x–x– (B)

x–x (C)

x–x (C)

x–x–x– (D)

x–x–x– (D)

## Inhalt
Die originale Überschrift des Liedes lautet „Erinnerung der herrlichen und lieblichen Gegenwart Gottes“. Gemeint ist das Innewerden der Anwesenheit des unendlichen Gottes bei und in der glaubenden Gemeinde (Strophen 1–3) bzw. bei und im glaubenden Einzelnen (Strophen 5–8) – Tersteegens Herzensthema. Diese Anwesenheit wird axiomatisch vorausgesetzt („Gott ist gegenwärtig“, Anfang von Strophe 1 und 2), mit den Engeln angebetet und zugleich als geistliche Erfahrung bezeugt und erbeten. Letztes Ziel der Sehnsucht ist die mystische Einswerdung mit Gott: „ich in dir, du in mir“ (Strophe 5). Dabei wird jedoch das personale Gegenüber und der unendliche Abstand des Geschöpfs vom Schöpfer nicht aufgehoben: „Lass mich dich erblicken und vor dir mich bücken“ (Schlusszeilen der letzten Strophe). Lediglich die 5. Strophe enthält Aussagen, die pantheistisch oder panentheistisch gelesen werden konnten und die Kritik der calvinistischen und lutherischen Orthodoxie hervorriefen. Sie wurden darum in späteren Ausgaben des Geistlichen Blumengärtleins mit Bibelstellen erläutert: „Luft, die alles füllet“ mit Jer 23,24 , „drin wir immer schweben“ mit Apg 17,28  und „lass mich ganz verschwinden“ mit Gal 2,20 . Auffällig bleibt, dass ein expliziter Bezug auf das Heilshandeln Christi und das Wirken des Heiligen Geistes fehlt.

## Heute gebräuchlicher Text
| 1. Gott ist gegenwärtig. Lasset uns anbeten und in Ehrfurcht vor ihn treten. Gott ist in der Mitte. Alles in uns schweige und sich innigst vor ihm beuge. Wer ihn kennt, wer ihn nennt, schlag die Augen nieder; kommt, ergebt euch wieder. | 5. Luft, die alles füllet, drin wir immer schweben, aller Dinge Grund und Leben, Meer ohn Grund und Ende, Wunder aller Wunder: Ich senk mich in dich hinunter. Ich in dir, du in mir, lass mich ganz verschwinden, dich nur sehn und finden.       |
| 2. Gott ist gegenwärtig, dem die Kerubinen Tag und Nacht gebücket dienen. „Heilig, heilig, heilig“ singen ihm zur Ehre aller Engel hohe Chöre. Herr, vernimm unsre Stimm, da auch wir Geringen unsre Opfer bringen.                         | 6. Du durchdringest alles; lass dein schönstes Lichte, Herr, berühren mein Gesichte. Wie die zarten Blumen willig sich entfalten und der Sonne stille halten, lass mich so still und froh deine Strahlen fassen und dich wirken lassen.            |
| 3. Wir entsagen willig allen Eitelkeiten, aller Erdenlust und Freuden; da liegt unser Wille, Seele, Leib und Leben dir zum Eigentum ergeben. Du allein sollst es sein, unser Gott und Herre, dir gebührt die Ehre.                          | 7. Mache mich einfältig, innig, abgeschieden, sanft und still in deinem Frieden; mach mich reinen Herzens, dass ich deine Klarheit schauen mag in Geist und Wahrheit; lass mein Herz überwärts wie ein’ Adler schweben und in dir nur leben.       |
| 4. Majestätisch Wesen, möcht ich recht dich preisen und im Geist dir Dienst erweisen. Möcht ich wie die Engel immer vor dir stehen und dich gegenwärtig sehen. Lass mich dir für und für trachten zu gefallen, liebster Gott, in allem.     | 8. Herr, komm in mir wohnen, lass mein’ Geist auf Erden dir ein Heiligtum noch werden; komm, du nahes Wesen, dich in mir verkläre, dass ich dich stets lieb und ehre. Wo ich geh, sitz und steh, lass mich dich erblicken und vor dir mich bücken. |

## Melodie

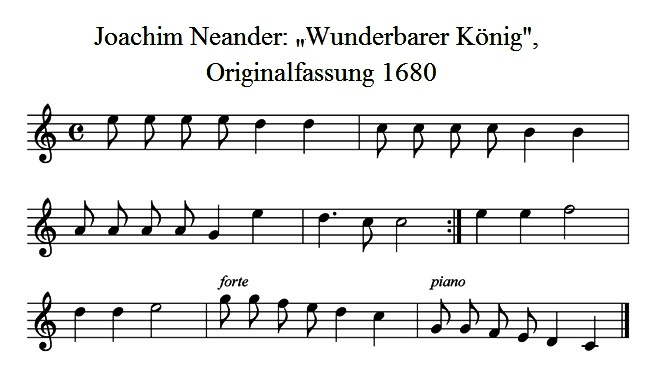
Originalfassung der Melodie

Neanders Melodie zu Wunderbarer König war mit ihrem großen Tonumfang, dem Sextsprung in Zeile 2/4 und dem oktavversetzten Echoeffekt am Schluss ursprünglich für Sologesang oder einen kleinen Kreis bestimmt, nicht für eine Gottesdienstgemeinde. Sie wurde früh vereinfacht und vom Achtel- zum Viertelrhythmus verlangsamt. Dabei ging einerseits die Vierertaktgliederung der 2./4. Zeile verloren oder wurde durch Verdoppelung des Zeilenschlusstons ausgeglichen, andererseits wurden die langen Noten der Zeilen 5 und 6, ein auskomponiertes „Innehalten“, halbiert. In den heutigen Gesangbüchern ist die Melodieⓘ im Allabreve-Takt notiert, die langen Noten der 5. und 6. Zeile sind wiederhergestellt.